# Paidia
Paidia – Zeitschrift für Computerspielforschung ist eine wissenschaftliche Fachzeitschrift, die sich medien- und kulturwissenschaftlich mit Computer- und Videospielen auseinandersetzt. Die Zeitschrift ist 2011 aus einem Forschungsprojekt zu Game Studies am Institut für Deutsche Philologie der Ludwig-Maximilians-Universität München hervorgegangen und wird seitdem vom Mitgliedern verschiedener Universitäten betrieben.
Alle Beiträge des Journals werden im Open-Access-Prinzip frei zugänglich online veröffentlicht. Beiträge sind in der Regel in deutscher Sprache, vereinzelt auch auf Englisch verfasst. Monatlich erscheinen einzelne Beiträge, während etwa jährlich eine Sonderausgabe mit gesammelten Beiträgen zu einem inhaltlichen Schwerpunktthema herausgegeben wird. Einzelne Sonderausgaben sind auch in Druckform veröffentlicht worden.
Die Redaktion brachte darüber hinaus im Juni 2016 den Sammelband »I’ll remember this«: Funktion, Inszenierung und Wandel von Entscheidung im Computerspiel aus nicht in der Zeitschrift veröffentlichten Beiträgen zum Thema Entscheidungen in Videospielen heraus.

## Sonderausgaben
Die bisherigen Sonderausgaben mit ihrem jeweiligen Fokus sind nachfolgend aufgelistet.
- Dear Esther. Oktober 2012.
- Alan Wake. Juni 2013.
- Gender in Games and Gaming. Dezember 2014.
- Dokumentation und Simulation. Mai 2015.
- Computer – Spiel – Werte. Dezember 2015.
- Das ludische Selbst. Juni 2016.
- Germanistentag 2016 – Erzählen. Januar 2017.
- Gespielte Serialität. März 2017.
- Wissenschaft & Technologie in digitalen Spielen. Juli 2017.
- Repräsentationen und Funktionen von ‚Umwelt‘ im Computerspiel. Februar 2018.
- Vom ‚Wigalois‘ zum ‚Witcher‘ – Mediävistische Zugänge zum Computerspiel. September 2018.
- Das Ohr spielt mit – Klang im Computerspiel. Februar 2019.
- Überwachung und Kontrolle im Computerspiel. Juli 2020.
- Marx und das Computerspiel. Januar 2021.
- Deutschsprachige Game Studies 2011-2021: Eine Bilanz. Oktober 2021.
- Phantastik im / und Computerspiel. Februar 2022.
- Play(his)story – Gender, Queerness und Geschichte von, in und mit Digitalen Spielen. November 2022.
- Immersive Sims. Mai 2023.
- Monsters, Magic, Mediality. Dezember 2024.
- Digitale Spiele über Behinderung. März 2025.